# Stenhuvudtjärnarna (norra)
Stenhuvudtjärnarna (norra) är en sjö i Vilhelmina kommun i Lappland och ingår i Ångermanälvens huvudavrinningsområde. Sjön har en area på 0,0256 kvadratkilometer och ligger 573,4 meter över havet. Vid provfiske har öring fångats i sjön.

## Delavrinningsområde
Stenhuvudtjärnarna ingår i det delavrinningsområde (720417-148652) som SMHI kallar för Utloppet av Stenhuvudtjärn Norr. Medelhöjden är 613 meter över havet och ytan är 0,54 kvadratkilometer. Det finns inga avrinningsområden uppströms utan avrinningsområdet är högsta punkten. Vattendraget som avvattnar avrinningsområdet har biflödesordning 3, vilket innebär att vattnet flödar genom totalt 3 vattendrag innan det når havet efter 346 kilometer. Avrinningsområdet består mestadels av skog (65 procent).